# 발데마르 폰 프로이센 왕자 (1868년)
발데마르 폰 프로이센 왕자(Prince Waldemar of Prussia, 1868년 2월 10일 ~ 1879년 3월 27일)는 독일 황태자와 황태자비(후에 프리드리히 3세 황제이자 빅토리아 황후)의 여섯 번째 자녀이자 막내 아들이었다. 발데마르 왕자는 독일 황제 빌헬름 1세와 영국 빅토리아 여왕의 손자였다.